# チェンジユアワールド
『チェンジユアワールド』は、日本のロックバンド・go!go!vanillasが2018年7月25日にGetting Betterから発売した、デジタルシングルである。

## 概要
前作「スタンドバイミー」から約4か月ぶりの配信限定シングル。アルバムからの先行配信でない配信限定シングルは初。
2018年4月2日に、当時未発表だった今楽曲がNHK大分の番組『いろどりOITA』のテーマソングに決定したことが発表された。
7月25日に事前告知無く突如配信リリースされた。
2022年6月28日に、同年5月5日に大分 iichikoグランシアタにて開催された「青いの。ツアー 2022」ファイナル公演でのライブ映像が公開された。

## 楽曲解説
1. チェンジユアワールド (3:20)
作詞・作曲 : 牧達弥
編曲 : go!go!vanillas
  - アルバム「THE WORLD」に収録されている。
  - アルバム「DREAMS - gift」にアレンジバージョンが収録されている。
  - クラブ・ミュージックの雰囲気を出すためにバスドラムの音を加工している[5]。

## 参加ミュージシャン
go!go!vanillas
- 牧達弥（ボーカル・ギター）
- 柳沢進太郎（ギター・ボーカル）
- 長谷川プリティ敬祐（ベース）
- ジェットセイヤ（ドラムス）

## タイアップ
- NHK大分『いろどりOITA』テーマソング[6]

## ライブ映像作品
チェンジユアワールド
- 1st LIVE FILM -AMAZING BUDOKAN 2020-